# 哈拉和林机场
哈拉和林机场是一座位于蒙古国中部地区前杭爱省城镇哈拉和林的机场。

## 概况
哈拉格林机场位于哈拉格林苏木以北4公里处，机场拥有一条方向为1/19，1,800米 × 50米（5,906英尺 × 164英尺）的草地跑道。在停机坪的东北侧，有一座面积有限的小型候机房。哈拉和林机场是一座军民两用非全天候机场，无定期的民用航班起降，也基本无客流及货物处理能力。